# Удельный коэффициент поглощения электромагнитной энергии
Удельный коэффициент поглощения (англ. specific absorption rate, SAR) электромагнитной энергии — показатель, определяющий энергию электромагнитного поля, поглощающуюся в тканях тела человека за одну секунду.
Данным показателем, в частности, измеряют величину вредного воздействия мобильных телефонов на человека.
Единицей измерения SAR является ватт на килограмм.
- В Европе допустимое значение излучения составляет 2 Вт/кг и вычисляется для 10 граммов тканей.
- В США используется другая система измерений — Федеральное агентство по связи (FCC) сертифицирует только те сотовые аппараты, SAR которых не превышает 1,6 Вт/кг для 1 грамма тканей.
- В России используется своя система измерения излучаемой мощности — в ваттах на квадратный сантиметр.

## Формулы
Удельный коэффициент поглощения вычисляется через
1. силу поля в тканях: {\displaystyle {\text{SAR}}={\frac {\sigma E^{2}}{\rho }},}
2. плотность тока в тканях: {\displaystyle {\text{SAR}}={\frac {J^{2}}{\rho \sigma }},}
3. повышение температуры в тканях: {\displaystyle {\text{SAR}}=c_{i}{\frac {dT}{dt}},}

где:
E — напряженность электрического поля (в В/м),
J — плотность тока (в А/м2), вызванная электрическим и магнитным полями (предельно допустимый уровень для людей, подвергающихся подобным воздействиям в профессиональной деятельности — 10 мА/м2; для остальных — 2—10 мА/м2),
ρ — плотность человеческих тканей (в кг/м3),
σ — электрическая проводимость человеческих тканей (в См/м),
ci — теплоёмкость человеческих тканей (в Дж/(кг·К)),
dT/dt' — временна́я производная температуры человеческих тканей (в К/с).

## SAR для мобильного телефона

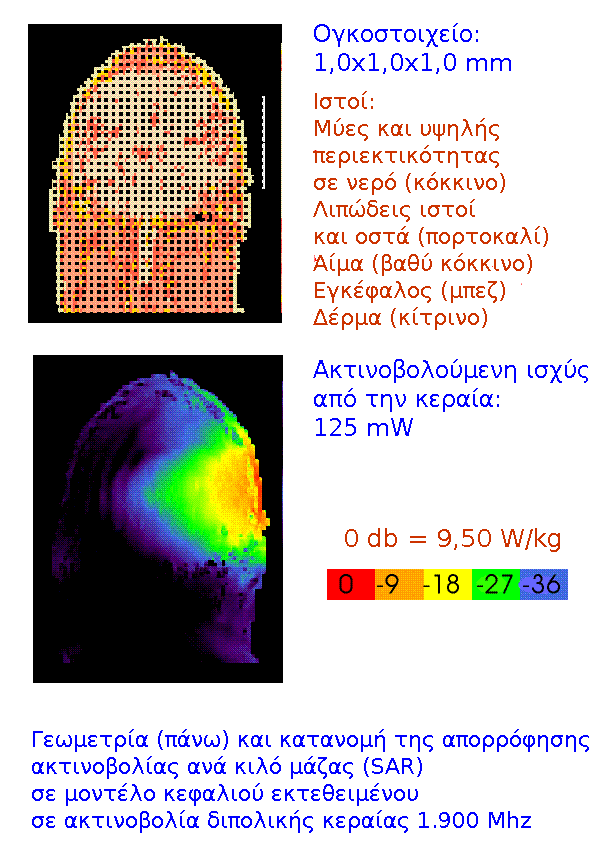
Уровни электромагнитного излучения мобильного телефона в тканях головы человека

Значение SAR определяется при работе телефона на максимальной мощности. На практике мощность передатчика телефона зависит от конкретных условий, при этом, как правило, чем лучше качество связи в точке местонахождения абонента, тем меньше мощность. Хотя в действительности уровень мощности передатчика на мобильном телефоне управляется с базовой станции GSM. Диапазон регулировки пиковой мощности в GSM-телефонах — примерно от 2 Вт до 20 мВт (от 33 dBm до 5 dBm — GSM900, от 30 dBm до 0 dBm — GSM1800, с шагом в 2 dB) — то есть разница между максимальной и минимальной мощностью составляет сто раз. В телефонах CDMA также используется аналогичная система регулировки мощности.